# Can Balet (Premià de Dalt)
Can Balet és una obra de Premià de Dalt (Maresme) protegida com a bé cultural d'interès local.

## Descripció
Edifici de planta baixa i dues plantes pis, amb dues ales laterals de planta baixa amb un cert regust compositiu neoclàssic però més pròxim a l'eclecticisme de finals del segle xix. La façana principal del cos central reflecteix la funció de cada planta i en destaca certs elements respectant els tres eixos de les obertures. La porta principal, situada al centre de la façana, es destaca a través d'un porxo i el pis primer pis, més gran que el segon, té també obertures més grans i balcons amb poc voladís. L'últim pis té a la part central una finestra trigeminada. Pel que fa a la coberta aquesta és plana amb una balustrada a les ales laterals amb molta decoració esculpida a la pedra. L'edifici està rodejat de jardins limitats per una paret de tancament al voltant de tota la finca amb diferents accessos, el principal al carrer de la Riera de Sant Pere. A la finca hi ha altres edificis i elements com la masoveria, magatzems, servies, una casa per als ocells (fitxa d'inventari 40278) o un banc-mirador. Cal destacar el treball de la pedra, el ferro, la fusta i el totxo s interessant el treball de pedra, l'ús del ferro, la fusta, i el totxo a sardinell.

## Història
La finca era utilitzada com a casa d'estiueig.